# Les Jours à venir
Pour plus de détails, voir Fiche technique et Distribution.
Les Jours à venir (Die kommenden Tage) est un film allemand de Lars Kraume sorti en 2010.

## Fiche technique
- Titre :  Les Jours à venir
- Réalisation : Lars Kraume
- Pays d'origine :  Allemagne
- Genre : Drame et science-fiction
- Durée : 124 minutes

## Distribution
- Bernadette Heerwagen : Laura Kuper
- Daniel Brühl : Hans Krämer
- August Diehl : Konstantin Richter
- Johanna Wokalek : Cecilia Kuper
- Ernst Stötzner : Walter Kuper
- Susanne Lothar : Martha Kuper
- Vincent Redetzki : Philip Kuper
- Mehdi Nebbou : Vincent
- Jürgen Vogel : Melzer
- Michael Abendroth : Förster
- Numan Acar : Botschafter
- Sebastian Blomberg : Arkadendemonstrant
- Tina Engel : Oberärztin
- Lisa Hagmeister : Linda Mey
- Teresa Harder : Eva
- Christian Harting : Terrorist
- Wolfram Koch : Herr Klinger
- Peaches : chanteuse
- Irina Potapenko : Alice
- Götz Schubert : Dr. Rüther
- Aljoscha Stadelmann : Redakteur
- Johann von Bülow : Arzt
- Julia Lukas : Demonstrantin (non créditée)
- Alexander Tarnavas : Barkeeper (non crédité)
- Alexander Yassin : Asian Minister (non crédité)